# Raïon de Kouroumkan
Le raïon de Kouroumkan (en bouriate : Хурамхаанай аймаг, en russe : Курумканский райо́н) est une subdivision administrative (raïon) et une municipalité (raïon municipal) de la république de Bouriatie en Russie. Son centre administratif est la localité de Kouroumkan, et sa population s'élevait à 12 950 habitants en 2023.

## Géographie
Le raïon se situe en Bouriatie, un sujet, en tant que république, de la Russie, situé dans le district fédéral extrême-oriental. La Bouriatie se situe en Sibérie orientale, dans la région montagneuse de Transbaïkalie.

## Politique et administration

### Statut
Le raïon est un des 21 raïons de la république de Bouriatie, dans le district fédéral extrême-oriental. Il est un raïon municipal, et comporte ainsi plusieurs municipalités à l'intérieur de lui,.

### Élections
Le raïon se trouve dans la circonscription législative fédérale de la Bouriatie (no 9).

### Divisions
Le raïon compte 28 localités réparties en 10 municipalités.